# Reação de Wharton
A síntese de olefinas de Wharton ou reação de Wharton é uma reação química que envolve a redução de α,β-epoxicetonas usando hidrazina para formar álcoois alílicos. Essa reação, introduzida em 1961 por P. S. Wharton, é uma extensão da redução de Wolff-Kishner. Nela, a epoxidação de cetonas α,β-insaturadas é realizada, geralmente, em condições básicas utilizando solução de peróxido de hidrogênio, e costuma ter um alto rendimento. A epoxicetona formada é tratada com 2–3 equivalentes de hidrato de hidrazina na presença de quantidades subestequiométricas de ácido acético. A reação ocorre rapidamente a temperatura ambiente, com evolução de nitrogênio e formação de um álcool alílico. O procedimento inicial da síntese de Wharton sofreu aperfeiçoamentos.

## Mecanismo
O mecanismo da síntese de Wharton começa com a reação da cetona (1) com hidrazina para formar uma hidrazona (2). O rearranjo da hidrazona origina o intermediário 3 (di-imida), que pode se decompor liberando gás nitrogênio e formando o produto desejado 4 (álcool alílico). A decomposição final pode prosseguir por via iônica ou radicalar, dependendo da temperatura reacional, do solvente utilizado e da estrutura do intermediário 3.
Com isso, a síntese de olefinas de Wharton consiste na transformação de uma cetona α,β-insaturada em um álcool alílico. O epóxido reagente pode ser obtido por vários métodos, sendo o mais comum a reação do alceno correspondente a ele com peróxido de hidrogênio ou ácido m-cloroperbenzoico (oxidação de Prilezhaev).

## Limitações
A reação de Wharton sofre, comumente, com a redução da insaturação do álcool alílico formado. Acredita-se que isso se deva à di-imida formada pela oxidação da hidrazina nas condições reacionais. Além disso, a síntese clássica de olefinas de Wharton tem duas limitações:
- As condições clássicas da reação não são anidras. Por isso, os reagentes submetidos à síntese de olefinas de Wharton não podem ser sensíveis à água.
- Para cetonas acíclicas α,β-insaturadas, a síntese de olefinas de Wharton não mostra qualquer seletividade quanto à isomeria geométrica da ligação dupla recém-sintetizada (configuração Z ou E).

## Aplicações
A metodologia foi implementada para a síntese de moléculas complexas:
- Na síntese total do produto natural anticâncer OSW-1, uma α,β-epoxicetona reage com o hidrato de hidrazina para produzir um álcool alílico.[7]
- Compostos carenol podem ser sintetizados através da reação de Wharton.
- Na síntese do warbunganal, um produto natural bioativo, a α,β-epoxicetona é formada a partir de uma cetona cíclica α,β-insaturada e, em uma etapa posterior, reage sob as condições clássicas da síntese de olefinas de Wharton para produzir um diol alílico (imagem abaixo).[8]